# Art ecològic

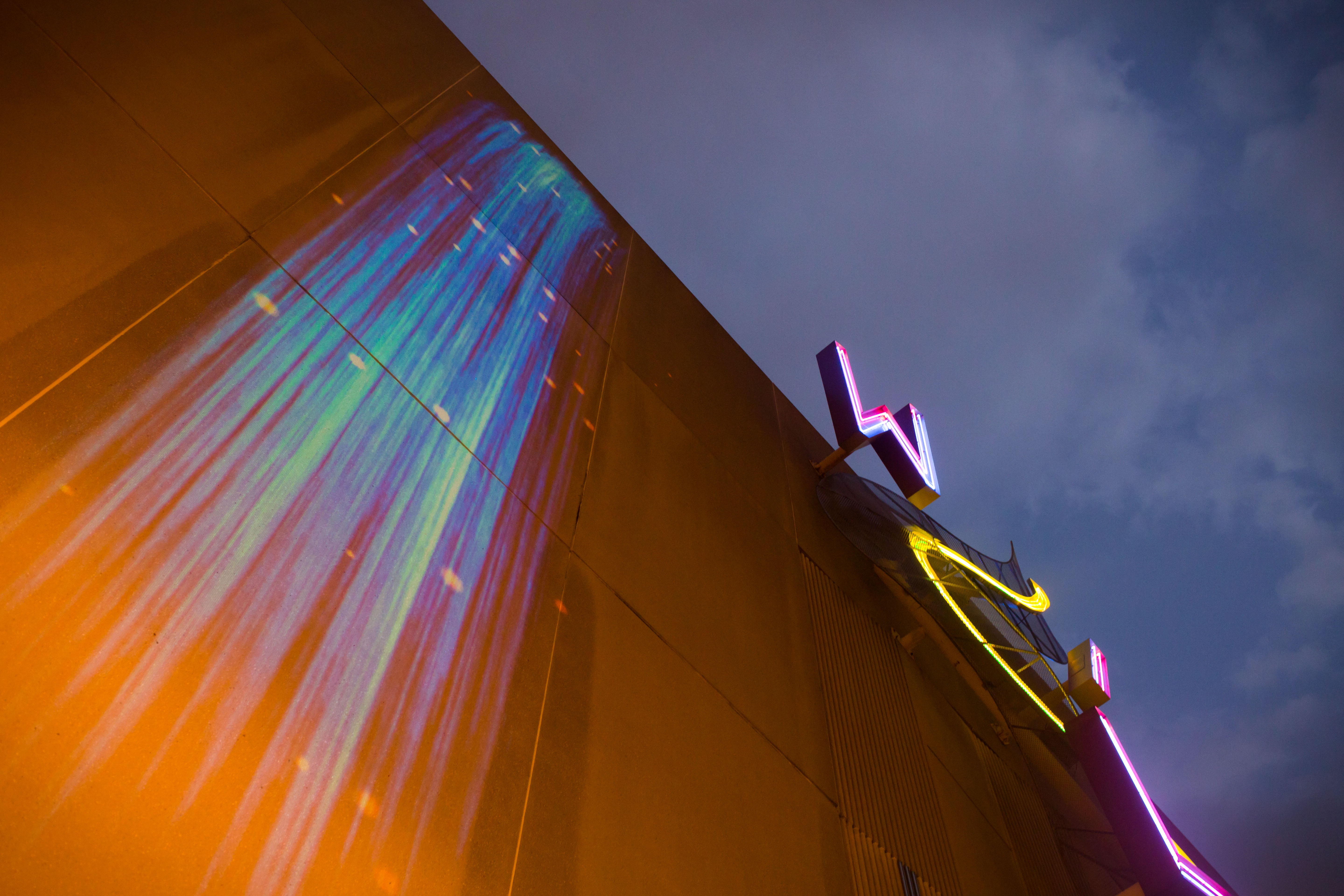
Andrea Polli, Particle Falls. Wilma Theater, 2013.

L'art ecològic (en anglès Ecoart o Ecologic Art), que també s'ha anomenat art mediambiental (en anglès, Environmental art) és un terme genèric que fa referència a l'art que té com a objecte o tema principal l'ecologia i el medi ambient natural. Podria incloure pintures de paisatges, per exemple, però en la pràctica se sol utilitzar per a designar accions artístiques, instal·lacions i escultures a partir de la segona meitat del segle XX en un entorn exterior natural. Habitualment també s'han inclòs en aquesta categoria algunes obres de l'art natura, per exemple, pel fet que tenen com a objecte paisatges i entorns del medi natural.
És un gènere d'art i de pràctica artística que pretén preservar, tenir cura i/o vitalitzar les formes de vida, els recursos i l'ecologia de la Terra, aplicant els principis dels ecosistemes a les espècies vives i els seus hàbitats a tota la litosfera, l'atmosfera, la biosfera i la hidrosfera, incloses localitats salvatges, rurals, suburbanes i urbanes. L'art ecològic pot comportar la restauració de sistemes ecològics funcionals, així com intervencions socialistes, activistes i comunitàries implicades socialment. Igualment, també aborda la política, la cultura, l'economia, l'ètica i l'estètica, ja que aquests elements afecten les condicions dels ecosistemes. Així mateix, no és únicament creat per artistes, sinó que la seva pràctica integra d'altres professionals com científics, filòsofs i activistes que sovint col·laboren en projectes de restauració, reparació i sensibilització pública.
Cal no confondre'l amb l'art ambiental (en anglès, environment o ambiance) de l'època del pop art, que creava atmosferes i experiències sensorials.

## Antecedents històrics

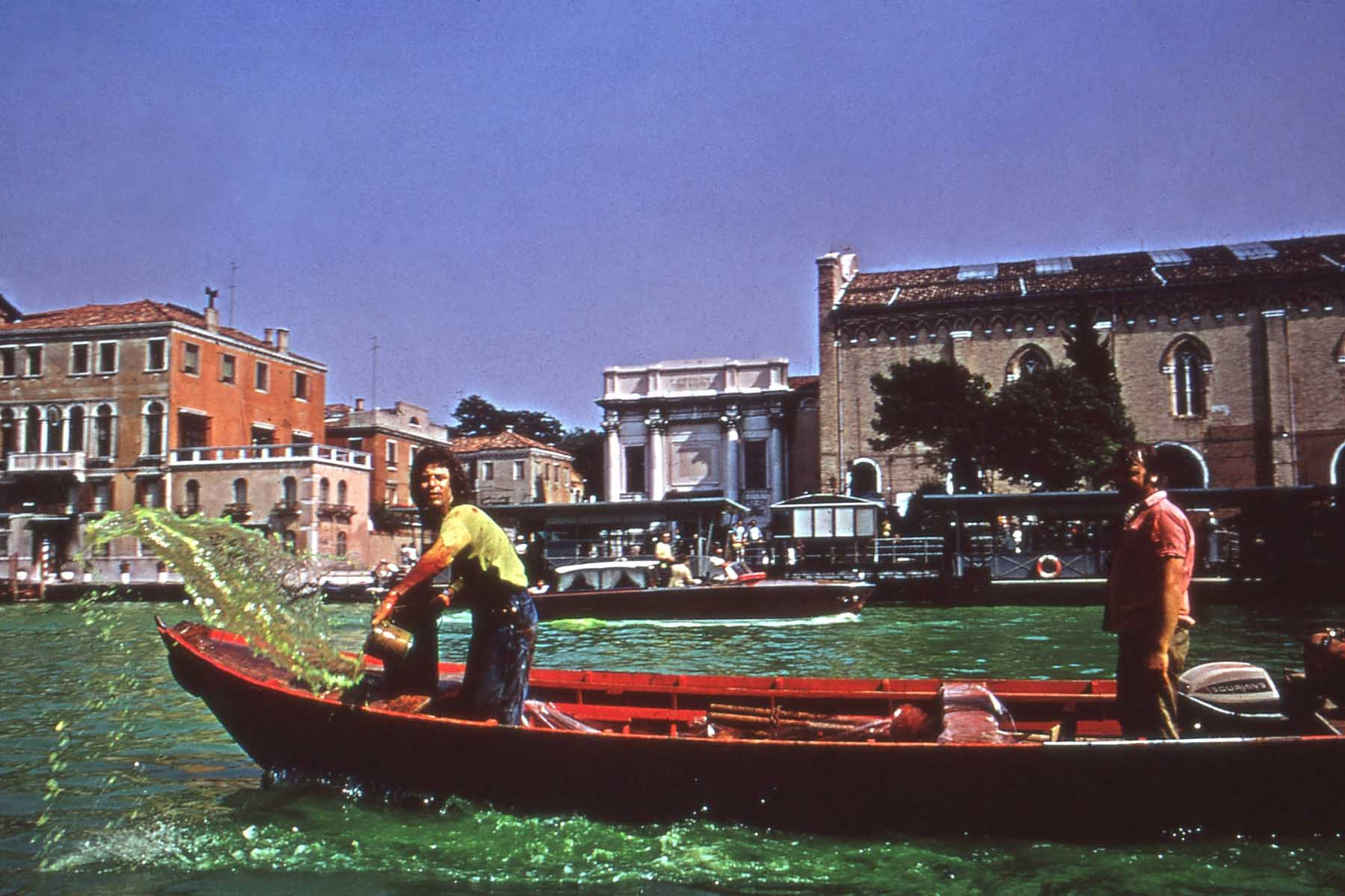
Nicolas Uriburu colorejant el Gran Canal de Venècia, 1968

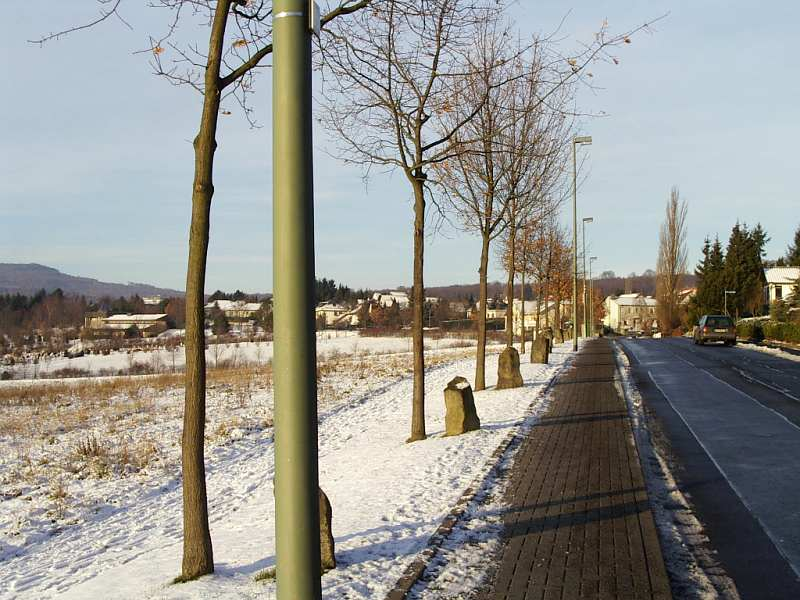
Joseph Beuys, 7.000 roures. Kassel.

Els precedents històrics artístics inclouen l'art mediambiental, les obres de terra, el land art, l'art sostenible, la pintura de paisatges i la fotografia de paisatge. Si bé els exemples històrics poden arribar a l'època neolítica, segons la història publicada en el llibre Ecovention: current art to transform ecologies, una llista breu d'obres clau començaria amb Grass Mound de Herbert Bayer (Aspen Art Institute, 1955) i seguiria amb l'acció que Joseph Beuys va proposar el 1962, que consistia en netejar el riu Elba d'Hamburg, o amb el manifest de Hans Haacke del 1965 per a un art indeterminat dinàmic, "natural", basat en el temps. També hauria d'incloure la performance de Nicolas Uriburu Green Power, coloration Grand Canal - Venice i la d'Agnes Denes Haiku Poetry Burial, Rice Planting and Tree Chaining/Exercises in Eco-Logic, feta el 1968 al comtat de Sullivan, Nova York.
Després d'aquests antecedents, les primeres manifestacions d'art ecològic es van poder veure a l'exposició Earth Art que es va fer l'any 1969 a Ithaca (Nova York), seguint la línia de la mostra Earthworks que s'havia organitzat l'any anterior, que presentava els primers projectes d'obra-paisatge o art de la terra. Hans Haacke va exposar-hi les seves Grass Grows i aquesta intervenció, junt amb les activitats d'Alan Sonfist, que articulaven la importància dels boscos nadius a les zones urbanes i la seva acció per controlar la qualitat de l'aire a la ciutat de Nova York, van fer del 1969 un any decisiu per a les pràctiques artístiques ecològiques. No cal oblidar el treball Betty Beaumont documentant la neteja del que va ser el pitjor vessament de petroli nord-americà a la costa de Santa Bàrbara, Califòrnia, mentre Mierle Laderman Ukeles escrivia el Manifesto for Maintenance Art. Aquell mateix any la Galeria John Gibson de la ciutat de Nova York va organitzar l'exposició Ecological Art que va incloure l'obra de Will Insley, Claes Oldenburg, Christo, Peter Hutchinson, Dennis Oppenheim, Robert Morris, Robert Smithson, Carl Andre, Jan Dibbets i Richard Long. Aquesta mostra posava l'èmfasi en l'aspecte processual del fet artístic, en tant que el temps era essencial en unes obres en les quals el més important eren els processos de transformació, manipulació i destrucció del medi ambient.
El 1969-1970, Helen Mayer Harrison i Newton Harrison van col·laborar en la cartografia d'espècies en perill d'extinció arreu del món, mentre que l'any 1971 l'artista Bonnie Sherk va fer un dinar públic amb els animals a la casa del lleó del Zoo de San Francisco. Entre 1972 i 1979 Helen i Newton Harrison van fer set projectes dissenyats per les llacunes de Califòrnia i els seus voltants.
Gyorgy Kepes, en el seu assaig Art and Ecological Consciousness inclòs al llibre Arts of the Environment (1972), va presentar l'art ecològic com un gènere diferent de l'art mediambiental. Vint anys més tard, al catàleg de l'exposició Fragile Ecologies: Contemporary Artists' Interpretations and Solutions (1992) la historiadora de l'art Barbara Matilsky diferenciava també l'art ecològic de l'art ambiental pel fet que el primer té fonaments ètics. El 1993, Don Krug, Renee Miller i Barbara Westfall van presentar a la Society for Ecological Restoration d'Irvine, Califòrnia, un taller i exposició específics sobre sistemes i art ecològics. El terme ecovenció es va encunyar el 1999 com a conjunció de les paraules ecologia i intervenció, juntament amb una exposició homònima comissariada per Amy Lipton i Sue Spaid, que representava els projectes d'artistes que utilitzaven estratègies inventives per transformar físicament una ecologia local. En un informe de recerca del 2006 d'un grup d'experts en art i sostenibilitat, Mapping the Terrain of Contemporary EcoArt Practice and Collaboration, l'artista Beth Carruthers va utilitzar el terme Ecoart. La xarxa EcoArt Network d'artistes internacionals fundada l'any 1998 va proposar una definició redactada col·lectivament: "L'art ecològic és una pràctica d'art que abraça una ètica de justícia social tant en el seu contingut com en la seva forma / materials. EcoArt s'ha creat per inspirar-se. cuidar i respectar, estimular el diàleg i afavorir la floració a llarg termini dels entorns socials i naturals en els quals vivim. Es manifesta com a art socialment implicat, activista, restaurador o intervencionista basat en la comunitat."
Un dels primers artistes que van considerar les seves creacions com a art ecològic va ser Joseph Beuys, que defensava que era impossible una activitat artística sense una consciència sobre l'estat de l'entorn local i global. Va començar a desenvolupar el projecte Difesa della Natura, que reivindicava la reforestació i l'agricultura biològica, a la documenta de Kassel de 1982, amb la seva obra 7000 roures. Va col·locar 7.000 blocs de basalt davant del museu Fridericianum, on es feia la biennal, i en un dels extrems hi va plantar ell mateix un roure. Amb aquesta acció, Beuys proposava que les pedres només es moguessin si es plantava a la seva nova ubicació un roure al costat. Va ser una veritable reforestació urbana que va necessitar cinc anys per completar-se, quan l'artista ja havia mort.

## Teories
L'any 2004 el llibre Ecological aesthetics: art in environmental design: theory and practice va presentar una anàlisi de diverses tendències i enfocaments de l'arquitectura, la ciència i la teoria del paisatge que informaven sobre les iniciatives d'investigació i de transformació del paisatge que s'havien fet durant les dècades anteriors.
Uns anys més tard, el llibre Toward Global (Environ)Mental Change - Transformative Art and Cultures of Sustainability (2012) proposava que la crisi global de la insostenibilitat és una interrupció del maquinari de la civilització, així com una crisi del programari de la ment humana.
La pàgina Green Arts Web, compilada pel bibliotecari principal de la Universitat Carnegie Mellon, Mo Dawley, recull un compendi de lectures bàsiques sobre art ambiental contemporani, art ecològic i teoria (segle XX fins avui) que inclou, entre altres subcategories, pràctiques d'ecologia profunda, ecofeminisme, ecopsicologia, ètica terrestre i bioregionalisme, sentit del lloc, i els sistemes de pensament.

## Principis
Els artistes que es considera que treballen en aquest camp subscriuen un o més dels principis següents:
- Centrar-se en la xarxa d'interrelacions del nostre entorn, és a dir, en els aspectes físics, biològics, culturals, polítics i històrics dels sistemes ecològics.[34][35]
- Crear treballs que utilitzin materials naturals o que interactuin amb forces ambientals com el vent, l'aigua o la llum solar.[36]
- Reclamar, restaurar i solucionar entorns malmesos.[37]
- Informar la ciutadania sobre les dinàmiques ecològiques i els problemes mediambientals.[38][39]
- Revisar les relacions ecològiques, proposant creativament noves possibilitats de convivència, sostenibilitat i curació.[40]

## Enfocaments
L'art ecològic inclou enfocaments diversos. D'una banda, les obres d'art poden ser representacionals si revelen la informació i les condicions a través de la creació d'imatges i d'objectes amb la intenció d'estimular el diàleg. Altres vegades són projectes de reparació, en tant que recuperen o restauren entorns contaminats i trastornats. Aquests artistes sovint treballen amb científics ambientals, arquitectes del paisatge i urbanistes. Pel fet que en ocasions hagi implicat, informat, dinamitzat i activat el canvi de conductes i/o polítiques públiques l'ha convertit també en un art activista i de protesta. D'altra banda, quan se centra en el fet social en resulten obres dedicades a l'entorn humà, basades en el temps, que involucren a les comunitats en el seguiment dels seus paisatges i tenen un paper participatiu en pràctiques i estils de vida sostenibles.
Igualment, pot ser un art ecopoètic i iniciar una revisió del món natural, inspirant la convivència amb altres espècies. o pot oferir una estètica viva i relacional, implicant existències de permacultura sostenibles, fora de la xarxa. Altres manifestacions empren elements naturals com l'aigua, el clima, la llum del sol o les plantes, o bé comparteixen informació sobre injustícies ambientals i problemes ecològics com ara la contaminació de l'aigua i del sòl i els riscos per a la salut, de manera que a través de l'educació esdevenen obres didàctiques o pedagògiques.

## Orientacions

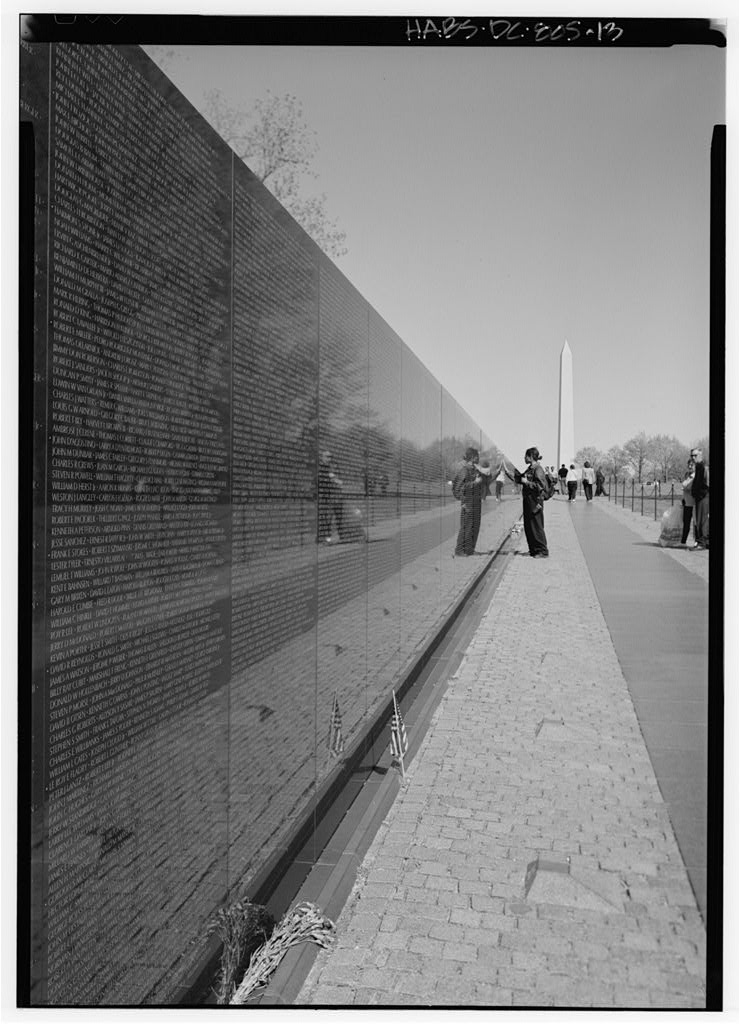
Maya Lin, Memorial de la Guerra del Vietnam, 1981. Disseny ambiental.

Artistes de Houston en el Project Row House, un projecte d'art públic en 22 houses de l'historic Third Ward de Houston. Ecologia de la restauració.

L'art ecològic contemporani s'ha articulat en grups interdisciplinaris i acadèmics en termes de temes centrats en la vida, participació de la comunitat, diàleg públic i sostenibilitat ecològica. L'any 1996 l'educador i activista Don Krug va identificar conceptes freqüentment abordats per artistes ecològics que poden ser utilitzats per interpretar perspectives i pràctiques ecològiques. Es van identificar les quatre orientacions següents: disseny ambiental, disseny ecològic o ecodisseny, restauració social i restauració ecològica o ecologia de la restauració.
En el que s'anomena disseny ambiental o disseny sostenible els artistes treballen amb la natura com a recurs per a esforços estètics particulars. Són creadors interessats en aconseguir efectes estètics formals particulars. Als anys vuitanta i noranta, artistes, arquitectes, dissenyadors i enginyers civils van explorar formes de vincular art, estètica, ecologia i cultura.
Per contra, els artistes que treballen en l'àrea del disseny ecològic creen obres que depenen d'experiències directes i interaccions amb un lloc determinat on es crea l'art. Aquesta visió ecològica del disseny considera l'obra d'art en contextos que van més enllà del fet de com les persones, plantes i animals estan interconnectades entre si, el lloc i/o la terra.
Altres artistes intenten alertar els espectadors sobre qüestions i problemes mediambientals mitjançant l'exploració científica i la documentació educativa. Busquen restaurar llocs fràgils i educar el públic en el caràcter sistèmic de les bioregions i per a fer-ho utilitzen la comunicació, el ritual i el rendiment. Alguns artistes ecologistes involucren directament la gent en activitats o accions confrontant pràctiques ambientals poc saludables amb preocupacions ecològiques socials, ètiques i morals.
Finalment, la restauració social comporta una ètica ecològica on els humans viuen en relació amb les comunitats de la vida més grans per catalitzar obres d'art socialment responsables. Els artistes socioecològics examinen críticament les experiències de la vida quotidiana i les relacions de poder que produeixen tensions de la comunitat sobre qüestions ecològiques.

## Art ecològic a Catalunya
A Catalunya es considera el naturalista Josep Gelabert com un dels primers precedents d'artista ecològic perquè va ser pioner a dibuixar la zona volcànica de la Garrotxa i reclamar-ne protecció el 1917. Als anys noranta, l'empenta de l'obra de Joseph Beuys va motivar que es constituís l'associació internacional Artists United for Nature, a la Cimera de la Terra de 1992 que es va fer a Rio de Janeiro. A aquesta agrupació s'hi van adherir l'escultor Eduardo Chillida i el pintor Antoni Tàpies.